# Friedrich Wendig
Friedrich Wendig (* 29. Mai 1921 in Sorau; † 31. Oktober 2005) war ein deutscher Jurist und Politiker (FDP).
Wendig beantragte am 1. Juni 1940 die Aufnahme in die NSDAP und wurde zum 1. September desselben Jahres aufgenommen (Mitgliedsnummer 7.752.954). Er war von Beruf Richter und Verwaltungsbeamter (Regierungsvizepräsident) in Goslar. Von 1960 bis 1970 war er Ministerialrat im Niedersächsischen Ministerium für Wirtschaft und Verkehr, danach übte er bis 1972 das Amt des Regierungspräsidenten in Osnabrück aus.
Wendig trat 1958 in die FDP ein, war zwischen 1969 und 1983 Mitglied des Landesvorstandes der FDP in Niedersachsen und von 1972 bis 1983 Mitglied des Deutschen Bundestages. Er wurde stets über die Landesliste Niedersachsen gewählt. Im Bundestag war er Mitglied im Innenausschuss und im Ausschuss für Innerdeutsche Beziehungen.
Unterlagen über seine Abgeordnetentätigkeit befinden sich im Archiv des Liberalismus der Friedrich-Naumann-Stiftung für die Freiheit in Gummersbach.